# Myomimus setzeri
Myomimus setzeri — гризун родини вовчкових (Gliridae).

## Поширення
Країни проживання: Азербайджан, Іран, Туреччина. Висота коливається від 1,500-2,800 м. Цей вид був бути знайдений в лісах старих сосен, на лугах і на сході Туреччини в саванах з рідкісними деревами. Дуже мало відомий вид.

## Загрози та охорона
Загрози невідомі. Не відомо, чи вид зустрічається в будь-яких охоронних територіях.